# Belém
Belém (brasiliansk portugisiska: [beˈlẽj̃], portugisiska för Betlehem) även Belém do Pará, är en stad och kommun i norra Brasilien, och är huvudstad och med sina 1,4 miljoner invånare den största staden i delstaten Pará. Staden grundades den 12 januari 1616 under namnet Feliz Lusitânia, och har innan det nuvarande namnet även hetat Santa Maria do Grão Pará och Santa Maria de Belém do Grão Pará. Belémområdet utgör med sina 2,2 miljoner invånare ett av de folkrikaste storstadsområdena i Amazonområdet och är belägen vid floden Pará. På andra sidan floden ligger ön Marajó, världens största sötvattensö.

## Historia
Belém anlades 1616 och kontrollerade länge ensam handeln i Amazonas. 1820 fanns här 25 000 invånare och 1873 35 000 invånare. Dess uppsving kom då Amazonfloden uppläts för internationell trafik, 1900 fanns här 97 000 invånare. Fram till första världskriget var Belém världens främsta exporthamn för kautschuk.

## Administrativ indelning
Kommunen var år 2010 indelad i åtta distrikt:
- Belém
- Bengui
- Entroncamento
- Guamá
- Icoaraci
- Mosqueiro
- Outeiro
- Sacramenta

Mosqueiro omfattar en ö med samma namn, och Outeiro omfattar ön Caratateua. Resterande sex distrikt omfattar Beléms centrala delar.

## Befolkningsutveckling
| Område          | Areal (km²)   | Invånarantal 1 augusti 2000 | Invånarantal 1 augusti 2010 | Invånarantal 1 juli 2014 |
| --------------- | ------------- | --------------------------- | --------------------------- | ------------------------ |
| Storstadsområde | 2 536,89      | 1 838 763                   | 2 101 883                   | 2 194 766                |
| Kommun          | 1 059,41      | 1 280 614                   | 1 393 399                   | 1 432 844                |
| Centralort      | Ingen uppgift | 1 226 493                   | 1 321 436                   | Ingen uppgift            |

Storstadsområdet består sedan den 20 april 2010 av de sex kommunerna Belém, Ananindeua (delstatens näst största stad), Benevides, Marituba, Santa Bárbara do Pará och Santa Isabel do Pará.